# Siegbert Schneider
Siegbert Schneider (* 19. April 1913 in Hohenmauth, Österreich-Ungarn; † unbekannt) war ein sudetendeutscher Jurist und Kommunalpolitiker (NSDAP). Er war von Juli 1939 bis April 1945 Oberbürgermeister der Stadt Eger im Reichsgau Sudetenland.

## Leben und Wirken
Schneider besuchte das Gymnasium und studierte im Anschluss Rechtswissenschaften an den Universitäten Universität Innsbruck und Marburg. An letztgenannter Universität promovierte er zum Dr. jur. Das Thema seiner 60-seitigen Dissertation lautete Der politische und religiöse Überzeugungsverbrecher und erschien 1939 bei Noske in Leipzig in Druck.
Er trat in den Nationalsozialistischen Deutschen Studentenbund ein und wurde Gauschulungsbeauftragter. Er wirkte nach der „Machtergreifung“ der Nationalsozialisten 1933 vor allem als Schulungsleiter für die Österreichische Legion in Bayern, Württemberg-Baden und Sachsen. Am 25. Januar 1934 wurde er in Innsbruck beim Verlassen eines Gasthauses festgenommen. Die Polizei hatte einen Hinweis erhalten, dass ein Angestellter des Lokals dort Sprengkörper an Nationalsozialisten verteilte, in Schneiders Tasche wurden fünf „Papierböller“ gefunden. Da die österreichische NSDAP seit 1933 verboten war, hatten die Männer sich als Anhänger der Vaterländischen Front ausgegeben. Schneider wurde im März 1934 zu sechs Monaten „schweren Kerker“ verurteilt, spätere Berichte sprechen von einer einjährigen Haftstrafe. Die Haft im zwar ebenfalls faschistischen, jedoch gegen die deutschen Nationalsozialisten gerichteten österreichischen Ständestaat trug letztlich dazu bei, Schneiders Reputation zu fördern.
Nach dem Einmarsch der deutschen Truppen und der Besetzung der deutschbesiedelten Grenzregionen der Tschechoslowakei, der die Bildung des deutschen Reichsgaus Sudetenland folgte, trat er mit Wirkung vom 1. November 1938 der NSDAP bei (Mitgliedsnummer 6.512.888), für die er u. a. als Gauschulungsredner tätig wurde. Er war schon seit 1934 Mitglied der SA gewesen und gehörte ab 26. Oktober 1938 der SS (Mitgliedsnummer 336.121) an. Für Letztere wirkte er ab November 1938 im Aufbaustab der 97. SS-Standarte und als Führer des 9. Sturmes. Außerdem war er Mitarbeiter des Sicherheitsdienstes des Reichsführers SS in Karlsbad.
Ab dem 20. Juli 1939 war er Oberbürgermeister der Stadt Eger, die gleichzeitig Sitz eines Stadtkreises im Regierungsbezirk Eger war. In Eger lebten damals über 35.500 Einwohner. Außerdem war er Vorstand der Egerer Sparkasse. An seiner Seite unterstützte ihn bis zum Ende des Krieges der Bürgermeister und Parteifreund Ernst Bartl.
Am 6. November 1940 weihte er im Stadtarchiv Eger zum 89. Geburtstag von Karl Siegl eine Gedenktafel und Büste mit einer feierlichen Rede ein.
Am 9. April 1945 ordnete Schneider an, dass niemand die Stadt Eger verlassen dürfe. Jeder sollte sich bereithalten, um die Stadt zu verteidigen. Er selbst reiste jedoch in der Nacht zum 10. April 1945 nach Bayern ab.
Nach dem Krieg gehörte er der Deutschen Gildenschaft an. In dieser Zeit erhob er u. a. Beschuldigungen gegen den früheren Stadtarchivar und Museumsleiter von Eger, Heribert Sturm.

## Auszeichnungen
- Medaille zur Erinnerung an den 1. Oktober 1938
- Eisernes Kreuz II. Klasse
- Ehrenführer der Hitler-Jugend